# Zárt forráskódú szoftver
A zárt forráskódú szoftver (angolul proprietary software vagy closed source software) olyan számítástechnikai program, amelyet a tulajdonos-fejlesztő kizárólagos jogait (copyright) fenntartó, a szoftver másolását vagy újrafelhasználását kizáró zárt licenc alapján bocsátottak ki. A zárt forráskódú programok licencei általában megengedik a végfelhasználónak a szoftver futtatását (licencdíj ellenében vagy ingyenesen), de minden mást tiltanak, azaz a szoftver és a forráskód módosítását, visszafejtését, további terjesztését.
A zárt forráskódú programokkal ellentétes a közkincsé tett (public domain) programok filozófiája, amelyeket licenc nélkül adtak ki és bármilyen célra felhasználhatók. A Szabad licenc alatt kibocsátott szoftverek (free and open source) általában a licencben engedélyezik a program módosítását, újrafelhasználását és terjesztését, kivéve néhány jól meghatározott esetet (pl. amikor az új szoftvert zárt forráskódúként akarnák terjeszteni).

## A zárt forráskódú szoftverek kialakulása
Az 1960-as évekig a számítástechnikát a nagy, különleges kialakítású szerverszobát igénylő, igen bonyolult és igen drága mainframe számítógépek uralták. A beszerzés és üzemeltetés magas költségei miatt a legtöbb számítógépet ezért lízing konstrukcióban használták: a gyártó biztosította a hardvert, a szoftvert és nemritkán a kezelőszemélyzetet, valamint a támogatást is. Egészen 1969-ig a számítógépek szoftverei és az üzemeltetéssel járó szolgáltatások díjmentesen elérhetők voltak a hardvert megvásárló vagy lízingelő vállalatok számára. Az operációs rendszerek és a felhasználói szoftverek forráskódja szabadon hozzáférhető volt és az új szoftvereket fejlesztők gyakran minden korlátozás nélkül, szabadon elérhetővé tették termékeiket.
1969-ben a számítástechnikai ipart uraló IBM azonban elhatározta, hogy a jövőben külön fogja árulni a hardvert és a szoftvert, illetve hogy a forráskódot nem fogja a vásárlók rendelkezésére bocsátani.

## A zárt forráskód jogalapja
A legtöbb szoftver és azok forráskódja szerzői jogi védelem (copyright) alá esik, amely a szoftverekre megítélt szabadalmakkal, a kereskedelmi titkok védelmével és a szerződéseket szabályozó polgári jogi előírásokkal együtt kizárólagos jogokat biztosít a zárt forráskódú szoftver tulajdonosának.
A zárt forráskódú szoftverek tulajdonosai a szoftver felhasználási feltételeit az ún. végfelhasználói engedélyben vagy végfelhasználói lincencszerződésben (End User License Agreement, EULA) írják elő. A szerződésnek minősülő végfelhasználói engedély elfogadása szükséges ahhoz, hogy a felhasználónak joga legyen az adott szoftvert futtatni (általában a szoftverlicencet tartalmazó szövegdoboz alján található "Elfogadom" vagy "I Agree" gombra kattintva). AZ EULA elfogadása a végfelhasználó és a szoftverfejlesztő - terjesztő között létesült közvetlen kereskedelmi szerződésnek minősül.
A szoftverekre megítélt szabadalmak a forráskódban foglalt algoritmusokat, a szoftver egyes szolgáltatásait vagy más, szabadalmi védelem alá vonható tulajdonságát érintik. A szoftverekre megadható szabadalmak országonként változnak és számos vita tárgyát képezik. Az EULA-ban a szoftver előállítója lényegében engedélyt ad a felhasználónak, hogy a szabadalmi védettséget élvező részt használja. Ennek egyik példája az mp3 formátumú zenefájlok. Az mp3 kódolást elvégző algoritmus szabadalmi védettség alá esik, és bár számos, szabad licenc alá eső kódoló szoftverbe beépítik, futtatásuk előtt a felhasználónak bele kell egyeznie az mp3 kódoló algoritmus licencébe.
A zárt forráskódú szoftvert előállító fejlesztők, cégek a szoftver forráskódját kereskedelmi titoknak tartják és akként kezelik.

### A zárt forráskódú licencek korlátai és problémái
A zárt forráskódú szoftverek licencei minden országban a vonatkozó szerzői jogi és a szerződéseket szabályozó törvények hatálya alá esnek. A licencek minden olyan előírása, amely az adott ország érvényes jogszabályainak ellentmond, lényegében érvénytelen és az adott országban, peres eljárás során, nem érvényesíthető. Erre példa, hogy számos esetben az EULA-ban a felhasználót alapvető jogairól való lemondásra kényszerítik, megsértik a magántulajdonhoz való jogát, illetve megtiltják, hogy a szoftverlicencet megvásárló a terméket saját igényei szerint módosítsa.
Az EULA-k igen gyakran tartalmaznak kitételt arra, hogy a felhasználó nem futtathat vagy használhat más szoftver a számítógépén, illetve, hogy az adott pillanatban érvényes EULA elfogadásával annak minden jövőbeni módosítását is elfogadja. Az EULA-k szinte minden esetben arról is rendelkeznek, hogy a szoftver fejlesztője nem vállal felelősséget semmi olyan kárért, ami a felhasználót a szoftver futtatása és hibás működése miatt éri. Ezt elfogadva a felhasználó beleegyezik, hogy nem indíthat pert a hibás vagy nem megfelelően működő terméket forgalmazó, gyártó cég ellen.
Elsősorban az utóbbi probléma ellen számos cég úgy védekezik, hogy azt állítják: a zárt forráskódú szoftver felhasználása nem vásárlásnak, hanem licencelésnek számít és ezért egy termék megvásárlásakor fennálló garanciális és egyéb kötelezettségek ilyenkor nem érvényesíthetők és ezzel magyarázzák azt a korlátozást is, hogy egy adott szoftvert licencét megvásárló felhasználó azt nem értékesítheti másnak (a first sale doctrine ellenében).

## Kizárólagos jogok
A zárt forráskódú szoftverek felett fenntartott ellenőrzés révén a szoftver tulajdonosa kizárólagos jogokat élvez a végtermék felett. Ezek közé tartozik, hogy előírhatja vagy korlátozhatja a szoftver használatát, a forráskód megtekintését vagy módosítását, a termék továbbadását.

## Interoperabilitás
A zárt forráskódú szoftverek legtöbbször (de nem minden esetben) a felhasználói adatokat szintén zárt formátumú, más alkalmazások számára nem hozzáférhető adatbázisban tárolják, illetve zárt formátumú kommunikációs protokollokat használnak.
Az interoperabilitás biztosítására egyes esetekben a gyártók, szintén kizárólagos licenc alapján, alkalmazásprogramozási felületet adhatnak ki, amelyek lehetővé teszik más szoftverek számára az adott alkalmazás funkcióinak, adatainak elérését.

## Példák
A zárt forráskódú szoftverek legszélesebb körben ismert példái az amerikai Microsoft cég által fejlesztett és forgalmazott operációs rendszerek (Windows) és irodai alkalmazások (Microsoft Office), a legtöbb internetes böngészőben megtalálható Adobe Flash Player, a Sony Playstation3 operációs rendszere, az iTunes, a Google Earth, az Apple számítógépek operációs rendszerei (Mac OS X), Skype és a Unix operációs rendszer egyes verziói.
Egyes szoftverek felhasználnak szabad és zárt forráskódú komponenseket is, a "vegyes forráskódú" rendszerek egyik példája számos Unix disztribúció, amelyek szabad forráskódú alkalmazásokat (BIND, Sendmail, X Window System, DHCP) építenek zárt forráskódú kernelre és rendszeralkalmazásokra.
Egyes esetekben a szabad forráskódú szoftvereket is terjeszthetik zárt forráskódú licenc alapján, pl. MySQL, Sendmail és SSH. Ilyenkor a szerzői jog tulajdonosa, bár termékét szabad szoftverként terjeszti, fenntartja magának a lehetőséget zárt forráskódú változatok kiadására és terjesztésére.
Az ingyenes, zárt forráskódú szoftvereket általában "freeware"-nek nevezik. A fejlesztő által nem támogatott és nem terjesztett, szabadon felhasználható zárt forráskódú szoftvereket "abandonware"-nek nevezik (az angol to abandon - "elhagy, sorsára hagy" igéből). Egyes abandonware-ek esetében a forráskód szabadon elérhető. 

## Fordítás
- Ez a szócikk részben vagy egészben  a   Proprietary software című angol Wikipédia-szócikk ezen változatának fordításán alapul.  Az eredeti cikk szerkesztőit annak laptörténete sorolja fel. Ez a jelzés csupán a megfogalmazás eredetét és a szerzői jogokat jelzi, nem szolgál a cikkben szereplő információk forrásmegjelöléseként.